# Martigny-Courpierre
Martigny-Courpierre ist eine französische Gemeinde mit 135 Einwohnern (Stand 1. Januar 2022) im Département Aisne in der Region Hauts-de-France (vor 2016 Picardie). Sie gehört zum Arrondissement Laon und zum Kanton Laon-2.

## Geografie
Die Gemeinde Martigny-Courpierre liegt im Höhenzug Chemin des Dames, zehn Kilometer südsüdöstlich von Laon. Nachbargemeinden von Martigny-Courpierre sind Chérêt im Norden, Orgeval im Nordosten, Bièvres im Südosten, Chermizy-Ailles und Neuville-sur-Ailette im Süden, Chamouille im Südwesten sowie Bruyères-et-Montbérault im Nordwesten.

## Bevölkerungsentwicklung
| Jahr                       | 1962 | 1968 | 1975 | 1982 | 1990 | 1999 | 2006 | 2014 | 2022 |
| Einwohner                  | 121  | 115  | 105  | 91   | 103  | 122  | 111  | 119  | 135  |
| Quellen: Cassini und INSEE |      |      |      |      |      |      |      |      |      |

## Sehenswürdigkeiten
- Kirche Saint-Martin, Monument historique seit 1910
- Schloss (Château du Cellier)

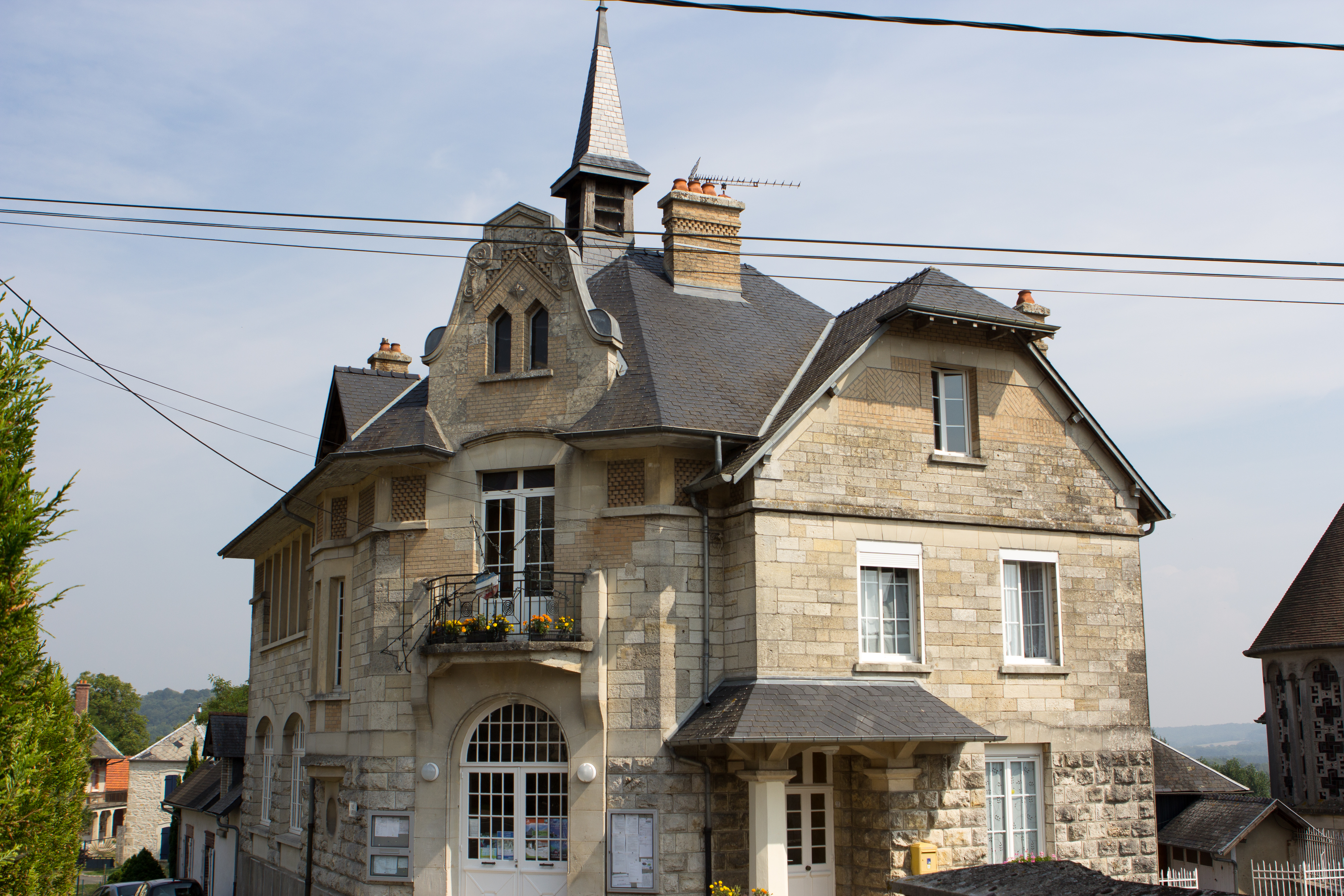
Mairie und Schule
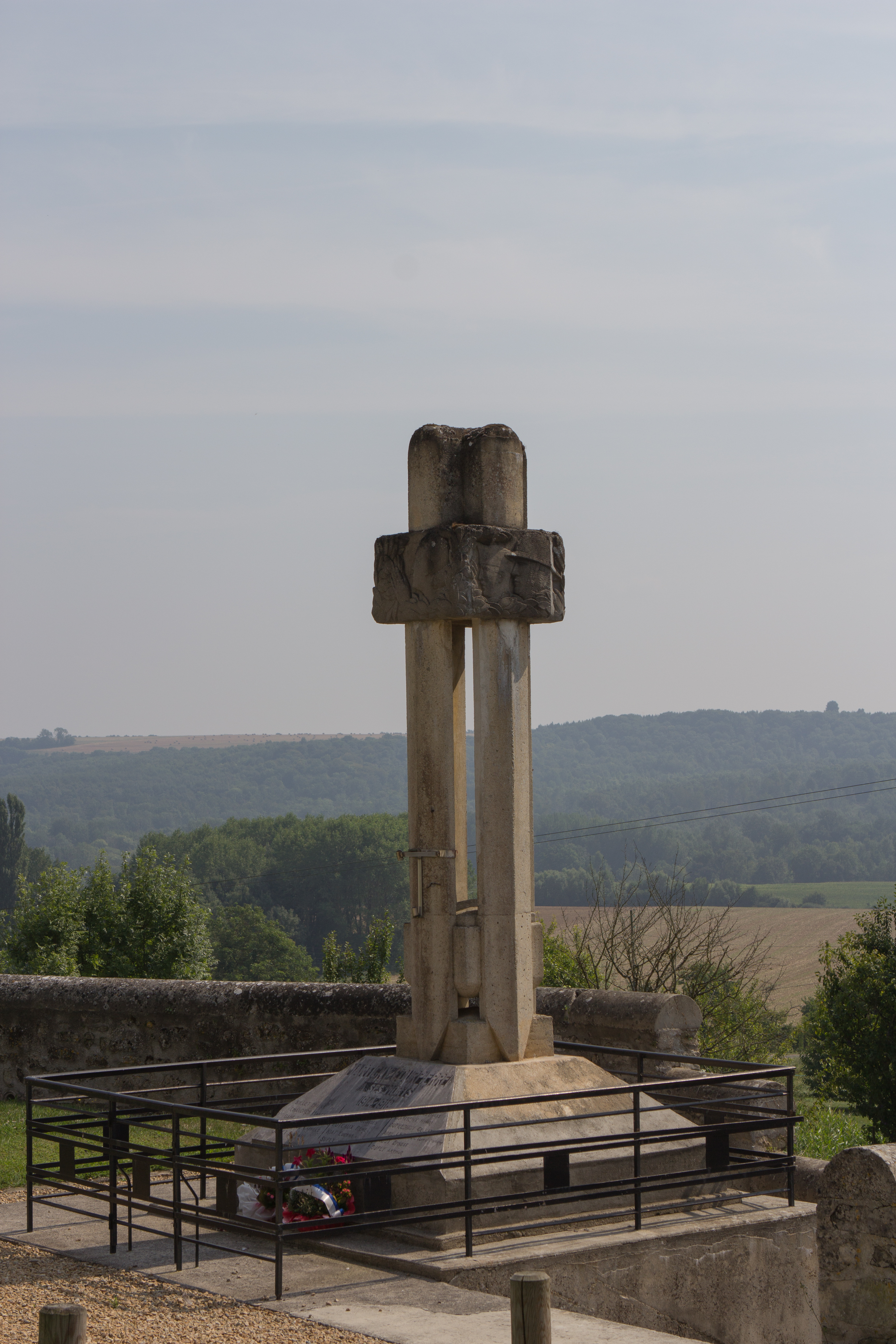
Gefallenendenkmal